# Richardson County
Richardson County is een county in de Amerikaanse staat Nebraska.
De county heeft een landoppervlakte van 1.433 km² en telt 9.531 inwoners (volkstelling 2000). De hoofdplaats is Falls City.

## Bevolkingsontwikkeling

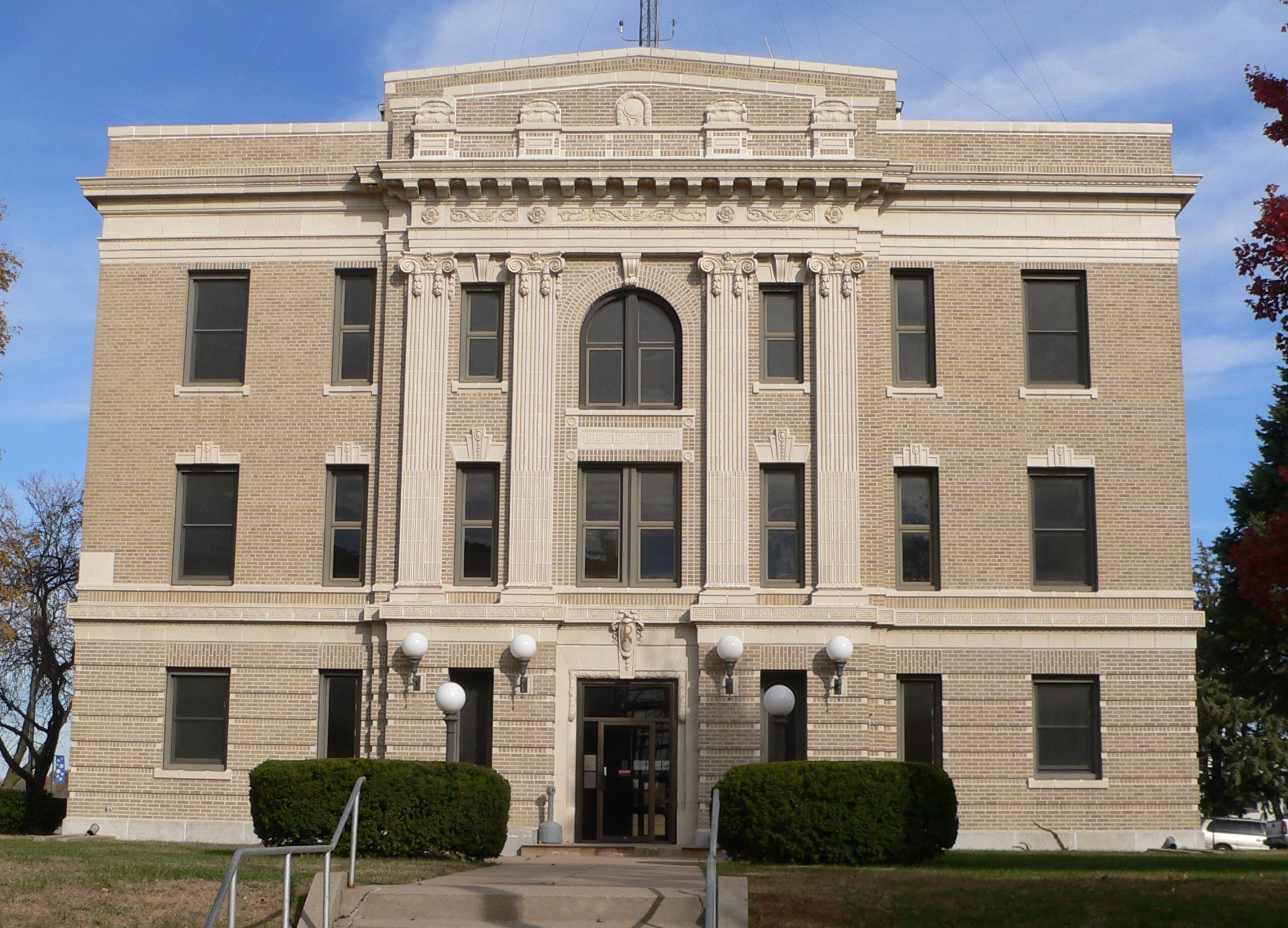
Richardson County Courthouse